# Free to Choose
Free to Choose é uma série de televisão norte-americana apresentada pelo economista e Prêmio Nobel Milton Friedman, e que deu origem ao livro de mesmo nome.

## Visão geral
Free to Choose: A Personal Statement afirma que o livre mercado funciona melhor para todos os membros de uma sociedade, fornece exemplos de como o livre mercado gera prosperidade e afirma que pode resolver problemas onde outras abordagens falharam. Publicado em janeiro de 1980, o livro de 297 páginas contém 10 capítulos. O livro ficou no topo da lista dos mais vendidos dos Estados Unidos por 5 semanas.
A PBS transmitiu os programas, a partir de janeiro de 1980. Foi filmado a convite de Robert Chitester, dono da WQLN-TV. Foi baseado em uma série de 15 partes de palestras públicas gravadas e sessões de perguntas e respostas. O formato geral foi o de Milton Friedman visitando e narrando uma série de histórias de sucesso e fracasso na história, que ele atribui ao capitalismo de livre mercado ou à falta dele (por exemplo, Hong Kong é elogiado por seus mercados livres, enquanto a Índia é criticada por contando com planejamento centralizado especialmente para a proteção de sua indústria têxtil tradicional). Após o show primário, Friedman se envolveria em uma discussão moderada por Robert McKenzie com vários debatedores selecionados de sindicatos, academia e comunidade empresarial, como Donald Rumsfeld (então da GD Searle & Company) e Frances Fox Piven da City University de Nova York. Os interlocutores ofereciam objeções ou apoio às propostas apresentadas por Friedman, que por sua vez respondia. Após o episódio final, Friedman sentou-se para uma entrevista com Lawrence Spivak.

### Debatedores convidados
Os debatedores convidados incluíram:
- Gregory Anrig (Comissário do Departamento de Educação de Massachusetts) – Episódio 6
- Jagdish Bhagwati (economista) – Episódio 2
- Samuel Bowles (economista) – vol. 3 Episódio 5
- William H. Brady (fundador e presidente da WH Brady Co.) – Episódio 8
- Clarence J. Brown (político) – Episódio 9
- Joan Claybrook (Administradora da National Highway Traffic Safety Administration) – Episódio 7
- Barber Conable (político, presidente do Banco Mundial) – Episódio 1
- John Coons (professor de direito, ativista de escolha escolar) – Episódio 6
- Robert Crandall (economista da Brookings Institution) – Episódio 7
- Richard Deason (líder sindical IBEW) – Episódio 2
- James R. Dumpson (burocrata, assistente social, acadêmico) – Episódio 4
- Otmar Emminger (presidente do Deutsche Bundesbank) – Episódio 9
- Bob Galvin (CEO da Motorola, Inc.) – Episódio 1
- Ernest Green (Secretário Adjunto do Trabalho dos EUA) – Episódio 8
- Michael Harrington (autor, acadêmico, ativista) – Episódio 1
- Nicholas von Hoffman (jornalista, comentarista político /colunista) – Episódio 3
- Helen Hughes (economista) – Episódio 2
- Peter Jay (economista, jornalista, diplomata) – Episódios 3, 5
- Robert Lampman (economista) – Episódio 4
- Richard Landau (professor de medicina) – Episódio 7
- Robert Lekachman (economista) – Episódio 3
- William McChesney Martin (ex- presidente do Federal Reserve) – Episódio 9
- Helen Bohen O'Bannon (economista, burocrata, assistente social) – Episódio 4
- Kathleen O'Reilly (defensora do consumidor da Federação do Consumidor da América) – Episódio 7
- Russell W. Peterson (químico, político) – Episódio 1
- Frances Fox Piven (acadêmico) – Episódio 5
- Donald Rumsfeld (político, presidente da GD Searle & Company) – Episódio 2
- Albert Shanker (presidente da United Federation of Teachers e American Federation of Teachers teacher's unions) – Episódio 6
- Thomas Shannon (Diretor Executivo da National School Boards Association) – Episódio 6
- Thomas Sowell (economista, autor, colunista) – Episódios 4, 5
- Beryl Wayne Sprinkel (vice-presidente executiva do Harris Bank) – Episódio 9
- Peter Temin (economista) – Episódio 3
- Lynn R. Williams (Secretária Internacional da United Steelworkers) – Episódio 8
- Walter E. Williams (economista, comentarista político) – Episódio 8

### Retransmissão de 1990
A série foi retransmitida em 1990 com Linda Chavez moderando os episódios. Arnold Schwarzenegger, George Shultz, Ronald Reagan, David D. Friedman e Steve Allen, cada um faz apresentações pessoais para um episódio. Desta vez, após o segmento do documentário, Milton Friedman se senta com um único participante para debater os pontos levantados no episódio.

## Posições defendidas
Os Friedmans defendem políticas econômicas laissez-faire, muitas vezes criticando as políticas governamentais intervencionistas e seu custo em liberdades pessoais e eficiência econômica nos Estados Unidos e no exterior. Eles argumentam que o livre comércio internacional foi restringido por meio de tarifas e protecionismo, enquanto o livre comércio interno e a liberdade foram limitados por meio de alta tributação e regulamentação. Eles citam o Reino Unido do século XIX, os Estados Unidos antes da Grande Depressão e a moderna Hong Kong como exemplos ideais de uma política econômica minimalista. Eles contrastam o crescimento econômico do Japão após a Restauração Meiji e a estagnação econômica da Índia após sua independência do Império Britânico, e argumentam que a Índia teve um desempenho pior apesar de seu potencial econômico superior devido ao seu planejamento centralizado. Eles argumentam que mesmo os países com economias controladas, incluindo a União Soviética e a Iugoslávia, foram forçados a adotar mecanismos de mercado limitados para operar. Os autores argumentam contra a tributação do governo sobre o gás e o tabaco e a regulamentação governamental dos sistemas escolares públicos. Os Friedmans argumentam que o Federal Reserve exacerbou a Grande Depressão negligenciando a prevenção do declínio da oferta monetária nos anos que antecederam a ela. Eles ainda argumentam que o público americano erroneamente percebeu a Depressão como resultado de uma falha do capitalismo e não do governo, e que a Depressão permitiu que o Federal Reserve Board centralizasse seu controle do sistema monetário, apesar de sua responsabilidade por isso.
Sobre a questão do bem-estar, os Friedmans argumentam que os Estados Unidos mantiveram um grau mais alto de liberdade e produtividade evitando as nacionalizações e extensos sistemas de bem-estar dos países da Europa Ocidental, como o Reino Unido e a Suécia. No entanto, eles também argumentam que as práticas de bem-estar desde o New Deal sob o " império HEW " têm sido prejudiciais. Eles argumentam que os programas de assistência pública tornaram-se maiores do que o inicialmente previsto e estão criando " guardas do estado " em oposição a "indivíduos autossuficientes". Argumentam também que o Sistema de Previdência Social é fundamentalmente falho, que a renovação urbana e os programas de habitação pública contribuíram para a desigualdade racial e a diminuição da qualidade das moradias de baixa renda, e que o Medicare e o Medicaid são responsáveis pelo aumento dos preços dos cuidados de saúde nos Estados Unidos. Eles sugerem substituir completamente o estado de bem-estar por um imposto de renda negativo como uma alternativa menos prejudicial.
Os Friedmans também argumentam que o declínio do desempenho acadêmico nos Estados Unidos é o resultado do aumento do controle do governo sobre o sistema educacional americano desde a década de 1840, mas sugerem um sistema de vales como uma solução politicamente viável. Eles culpam a recessão da década de 1970 e a menor qualidade dos bens de consumo em extensas regulamentações comerciais desde a década de 1960 e defendem a abolição da Food and Drug Administration, da Interstate Commerce Commission, da Consumer Product Safety Commission, da Amtrak e da Conrail. Eles argumentam que a crise energéticaseria resolvido abolindo o Departamento de Energia e os preços mínimos do petróleo bruto. Eles recomendam substituir a Agência de Proteção Ambiental e a regulamentação ambiental por uma cobrança de efluentes. Eles criticam os sindicatos por aumentar os preços e reduzir a demanda ao impor altos níveis salariais e por contribuir para o desemprego ao limitar os empregos. Eles argumentam que a inflação é causada pelos gastos excessivos do governo, pelas tentativas do Federal Reserve de controlar as taxas de juros e pelo pleno emprego.política. Eles pedem um controle mais rígido da oferta monetária do Fed, apesar do fato de que isso resultará em um período temporário de alto desemprego e baixo crescimento devido à interrupção da espiral salário-preço. No capítulo final, eles observam os eventos atuais recentes que parecem sugerir um retorno aos princípios do livre mercado no pensamento acadêmico e na opinião pública e argumentam a favor de uma "Carta de Direitos econômica" para cimentar as mudanças.

## Capítulos de vídeo (versão de 1980)
1. The Power of the Market
2. The Tyranny of Control
3. Anatomy of Crisis
4. From Cradle to Grave
5. Created Equal
6. What's Wrong with Our Schools?
7. Who Protects the Consumer?
8. Who Protects the Worker?
9. How to Cure Inflation
10. How to Stay Free

## Capítulos de vídeo (versão de 1990)
1. O Poder do Mercado – Introdução por Arnold Schwarzenegger
2. A Tirania do Controle – Introdução de George Shultz
3. Liberdade e Prosperidade (apresentado apenas na versão de 1990) – Introdução de Ronald Reagan
4. O fracasso do socialismo (título original: "O que há de errado com nossas escolas?") – Introdução de David D. Friedman
5. Criado igual – Introdução por Steve Allen